# 93-тя окрема конвойна бригада ВВ (СРСР)
93-тя окрема конвойна ордена Червоної Зірки бригада (93 ОКБр, в/ч 7483) — з'єднання Внутрішніх військ МВС СРСР, що існувало у 1920—1992 роках. Місце дислокації — м.Дніпропетровськ.
Після розпаду СРСР у 1992 році на базі бригади було сформовано 6-ту окрему конвойну бригаду ВВ (в/ч 3006).

## Історія
15 квітня 1920 р. за наказом Реввійськради № 1615 у Москві сформовано команду в складі 47 осіб, командиром якої призначено Кропачова К. Ф. Із Москви команду направлено до м. Одеса, особовий склад якої виконував завдання з охорони військового трибуналу, залізничного транспорту.
10 серпня 1941 р. 249-й полк зайняв оборону на підступах до міста. За зразкове виконання бойових завдань командування і виявлені мужність і героїзм, понад 200 солдатів, сержантів та офіцерів полку нагороджено орденами і медалями СРСР. У с. Дафинівка на власні кошти мешканців встановлено монумент, де викарбувано напис: «Воїнам-чекістам 249 полку військ НКВС СРСР, які героїчно захищали м. Одесу у 1941 році від фашистських загарбників».
Наприкінці 1941 року 249-й полк передислоковано в Сталінград, а восени 1942 року бився на підступах до міста. За мужність та героїзм, виявлені під час оборони Сталінграда, воїнів 249-го полку конвойних військ НКВС нагороджено орденами та медалями СРСР: 3 — орденом Червоного Прапора, 2 — орденом Червоної Зірки, 22 — медалями «За відвагу» та «За бойові заслуги».
1975 року Указом Президії Верховної Ради СРСР за мужність, героїзм, виявлені в роки Другої світової війни, за високі успіхи в бойовій службі та навчанні частину нагороджено орденом «Червоної Зірки».
Надалі особовий склад з'єднання виконував завдання з охорони громадського порядку в місцях дислокації та під час Олімпійських Ігор-80 в Москві; залучався до підтримки громадського порядку в республіках Закавказзя; брав участь у ліквідації наслідків землетрусу у Вірменії.
Військовослужбовці з'єднання брали участь у бойових діях у Республіці Афганістан. Багатьох з них нагороджено орденами та медалями. Перевіркою на витривалість морально-бойових якостей особового складу частини стали роки ліквідації наслідків аварії на Чорнобильській АЕС.
Після відновлення незалежності України на базі бригади була сформована 6-та окрема конвойна бригада (в/ч 3006).

## Командування
- полковник Кухарець Володимир Олексійович (1991)